# Lakhegy, Zala
Lakhegy  este un sat în districtul Zalaegerszeg, județul Zala, Ungaria, având o populație de 442 de locuitori (2011). 

## Demografie
Componența etnică a satului Lakhegy
     Maghiari (94,52%)
     Germani (4,17%)
     Necunoscut (1,32%)
     Alții (1,32%)
Componența confesională a satului Lakhegy
     Romano-catolici (88,69%)
     Reformați (1,58%)
     Luterani (1,13%)
     Fără religie (1,13%)
     Necunoscută (7,47%)
Conform recensământului din 2011, satul Lakhegy avea 442 de locuitori. Din punct de vedere etnic, majoritatea locuitorilor (94,52%) erau maghiari, cu o minoritate de germani (4,17%). Apartenența etnică nu este cunoscută în cazul a 1,32% din locuitori.  Din punct de vedere confesional, majoritatea locuitorilor (88,69%) erau romano-catolici, existând și minorități de reformați (1,58%), persoane fără religie (1,13%) și luterani (1,13%). Pentru 7,47% din locuitori nu este cunoscută apartenența confesională.